# Donji Stupnik
Donji Stupnik es una localidad de Croacia en el municipio de Stupnik, condado de Zagreb.

## Geografía
Se encuentra a una altitud de 128 m s. n. m. a 16,7 km de la capital nacional, Zagreb.

## Demografía
En el censo 2011, el total de población de la localidad fue de 2066 habitantes.